# Rainbow (album Keshy)
Rainbow – trzeci album studyjny amerykańskiej artystki Keshy. Album został wydany 11 sierpnia 2017 roku przez Kemosabe i RCA Records. 5 lipca 2017 roku artystka zapowiedziała na Instagramie nowy singiel pt. "Praying". Następnego dnia została wydana piosenka wraz z teledyskiem.
Płyta pokryła się platyną w Australii oraz złotem w Kanadzie i Stanach Zjednoczonych.

## Lista utworów
| Nr. | Tytuł piosenki                                                      | Autor i współtwórcy tekstu piosenki                                    | Producent/Producenci         | Czas |
| --- | ------------------------------------------------------------------- | ---------------------------------------------------------------------- | ---------------------------- | ---- |
| 1.  | "Bastards"                                                          | Kesha Sebert • Eric Frederic • Andrew Pearson • Nate Mercereau         | Ben Folds                    | 3:51 |
| 2.  | "Let 'em Talk" (gościnnie: Eagles of Death Metal)                   | Kesha Sebert • Stuart Crichton • James Newman                          | Stuart Crichton              | 3:05 |
| 3.  | "Woman" (gościnnie: The Dap-Kings Horns)                            | Kesha Sebert • Andrew Pearson • Stephen Wrabel                         | Drew Pearson • Brody Brown   | 3:16 |
| 4.  | "Hymn"                                                              | Kesha Sebert • Jonny Price • Cara Salimando • Pebe Sebert • Ricky Reed | Ricky Reed                   | 3:25 |
| 5.  | "Praying"                                                           | Kesha Sebert • Ryan Lewis • Ben Abraham                                | Ryan Lewis                   | 3:50 |
| 6.  | "Learn to Let Go"                                                   | Kesha Sebert • Stuart Crichton • Pebe Sebert                           | Ricky Reed • Stuart Crichton | 3:37 |
| 7.  | "Finding You"                                                       | Sebert • Justin Tranter                                                | Ricky Reed                   | 2:52 |
| 8.  | "Rainbow"                                                           | Kesha Sebert • Pebe Sebert                                             | Ben Folds                    | 3:38 |
| 9.  | "Hunt You Down"                                                     | Kesha Sebert • Rick Nowels                                             | Rick Nowels                  | 3:17 |
| 10. | "Boogie Feet" (gościnnie: Eagles of Death Metal)                    | Kesha Sebert • Anndrew Pearson • Pebe Sebert                           | Andrew Pearson               | 2:53 |
| 11. | "Boots"                                                             | Kesha Sebert • Erick Frederic • Justin Tranter • Rogét Chahayed        | Ricky Reed                   | 3:03 |
| 12. | "Old Flames (Can't Hold a Candle to You)" (gościnnie: Dolly Parton) | Rosemary Patricia Sebert • Hugh Moffatt                                | Kesha Sebert • Pebe Sebert   | 4:26 |
| 13. | "Godzilla"                                                          | Pebe Sebert • Claire Wilkinson • Nathan Chapman                        | Andrew Pearson • Rick Reed   | 2:08 |
| 14. | "Spaceship"                                                         | Kesha Sebert • Andrew Pearson • Pebe Sebert                            | Andrew Pearson               | 5:15 |

Utwory dodatkowe w wersji japońskiej
| Nr. | Tytuł piosenki | Autor i współtwórcy tekstu piosenki | Producent/Producenci             | Czas |
| --- | -------------- | ----------------------------------- | -------------------------------- | ---- |
| 15. | "Emotional"    | Kesha Sebert • Stephen Wrabel       | Stuart Crichton • Andrew Pearson | 3:44 |